# Сукан
Сукан — река в России, протекает в Кочёвском районе Пермского края. Устье реки находится в 92 км по правому берегу реки Лолог. Длина реки составляет 14 км.
Исток реки в лесах в 13 км к северо-западу от села Пелым (центр Пелымского сельского поселения). Река течёт на север по ненаселённому лесу, приток — Пугырьшор (правый). Впадает в Лолог выше посёлка Серва (Юксеевское сельское поселение).

## Данные водного реестра
По данным государственного водного реестра России относится к Камскому бассейновому округу, водохозяйственный участок реки — Кама от истока до водомерного поста у села Бондюг, речной подбассейн реки — бассейны притоков Камы до впадения Белой. Речной бассейн реки — Кама.
Код объекта в государственном водном реестре — 10010100112111100002898.